# Ministerio de Guerra (Argentina)
El Ministerio de Guerra tuvo incumbencia en todos los asuntos relacionados con el ejercicio de la guerra y las fuerzas terrestres de la Nación. Fue el despacho encargado del Ejército bajo el comando en jefe del presidente de la República. Su sucesor en tales funciones fue el Ministerio de Ejército en marzo de 1949, despacho que devolvió a su denominación tradicional en abril de 1957. Así lo reemplazó definitivamente la Secretaría de Guerra creada en el ámbito del Ministerio de Defensa en junio de 1958.
Se lo hallaba en el Edificio Libertador ubicado en calle Azopardo 250 de Buenos Aires, inaugurado en abril de 1943 y bautizado "Libertador, General San Martín" en 1950. Antes de ello su sede se hallaba en la Casa Rosada.

## Dependencias
En 1923 el gobierno nacional creó el cargo de inspector general del Ejército, descentralizando funciones de instrucción y organización de la tropa. Esta decisión fue modificada parcialmente en 1924 pasando bajo la dependencia del ministro de guerra el Estado Mayor, el Servicio Aeronáutico y la dirección de Comunicaciones.
En 1938 el Congreso de la Nación creó la Gendarmería Nacional, una policía militarizada federal dependiente del Ministerio del Interior y, en algunos casos, del Ministerio de Guerra (ley n.º 12 367, publicada el 11 de agosto de 1938). El ministro de guerra se encargó de su organización por tres años, colocando un oficial del ejército a cargo.
En agosto de 1943 el alto mando creó el Comando en Jefe del Ejército, unificando el mando de todos los comandos y unidades operativas. Quedó disuelta la Inspección General en activo desde 1923. El comandante en jefe del ejército respondía a la autoridad del ministro de guerra.
En 1941 el gobierno nacional creó el Comando del Interior, a cargo de las regiones militares, la dirección general de Gimnasia y Tiro, y la división movilización. En 1943 fue denominado Comando General del Interior, en igualdad de jerarquía con el comando en jefe, y asumió la misión de la movilización, la seguridad terrestre y el abastecimiento. Se estructuró con el cuartel maestre general del Interior y el comando general de Regiones Militares.
El 13 de junio de 1944 el Poder Ejecutivo creó zonas de seguridad en el territorio nacional y creó la Comisión Nacional de Zonas de Seguridad, bajo la dependencia del Ministerio de Guerra.

## Ministros
| N.º | Ministro                        | Periodo                                        | Presidente                                  |
| --- | ------------------------------- | ---------------------------------------------- | ------------------------------------------- |
| 1   | Luis María Campos Tte. Gral.    | 12 de octubre de 1898-8 de agosto de 1899      | Julio Argentino Roca                        |
| 2   | Rosendo María Fraga Tte. Gral.  | 8 de agosto de 1899-13 de julio de 1900        | Julio Argentino Roca                        |
| 3   | Pablo Ricchieri Tte. Gral.      | 13 de julio de 1900-12 de octubre de 1904      | Julio Argentino Roca                        |
| 4   | Enrique Godoy Gral. Div.        | 12 de octubre de 1904-12 de marzo de 1906      | Manuel Quintana                             |
| 5   | Luis María Campos Gral. Div.    | 14 de marzo de 1906-5 de julio de 1906         | José Figueroa Alcorta                       |
| 6   | Rosendo María Fraga Tte. Gral.  | 5 de julio de 1906-11 de julio de 1907         | José Figueroa Alcorta                       |
| 7   | Rafael María Aguirre Tte. Gral. | 11 de julio de 1907-2 de marzo de 1910         | José Figueroa Alcorta                       |
| 8   | Eduardo Racedo Tte. Gral.       | 2 de marzo de 1910-12 de octubre de 1910       | José Figueroa Alcorta                       |
| 9   | Gregorio Vélez Gral. Div.       | 12 de octubre de 1910-12 de febrero de 1914    | Roque Sáenz Peña                            |
| 10  | Ángel Allaria Gral. Div.        | 16 de febrero de 1914-12 de octubre de 1916    | Roque Sáenz Peña Victorino de la Plaza      |
| 11  | Elpidio González                | 12 de octubre de 1916-14 de septiembre de 1918 | Hipólito Yrigoyen                           |
| 12  | Julio Moreno                    | 14 de septiembre de 1918-12 de octubre de 1922 | Hipólito Yrigoyen                           |
| 13  | Agustín Pedro Justo Gral. Brig. | 12 de octubre de 1922-12 de octubre de 1928    | Marcelo T. de Alvear                        |
| 14  | Luis Dellepiane Tte. Gral.      | 12 de octubre de 1928-6 de septiembre de 1930  | Hipólito Yrigoyen                           |
| 15  | Francisco Medina Gral. Brig.    | 6 de septiembre de 1930-20 de febrero de 1932  | José Félix Uriburu                          |
| 16  | Manuel A. Rodríguez Gral. Brig. | 20 de febrero de 1932-24 de febrero de 1936    | Agustín Pedro Justo                         |
| 17  | Basilio Pertiné Gral. Div.      | 30 de marzo de 1936-20 de febrero de 1938      | Agustín Pedro Justo                         |
| 18  | Carlos Márquez Gral. Div.       | 20 de febrero de 1938-27 de junio de 1942      | Roberto M. Ortiz                            |
| 19  | Juan Nerón Tonazzi Gral. Brig.  | 27 de junio de 1942-16 de noviembre de 1942    | Ramón S. Castillo                           |
| 20  | Pedro Pablo Ramírez Grl. Brig.  | 16 de noviembre de 1942-4 de junio de 1943     | Ramón S. Castillo                           |
| 21  | Edelmiro Julián Farrell Cnel.   | 7 de junio de 1943-24 de febrero de 1944       | Pedro Pablo Ramírez                         |
| 22  | Juan Domingo Perón Cnel.        | 24 de febrero de 1944-8 de octubre de 1945     | Pedro Pablo Ramírez Edelmiro Julián Farrell |
| 23  | Eduardo Ávalos Gral. Brig.      | 8-17 de octubre de 1945                        | Edelmiro Julián Farrell                     |
| 24  | Humberto Sosa Molina Grl. Brig. | 18 de octubre de 1945-11 de marzo de 1949      | Edelmiro Julián Farrell Juan Domingo Perón  |